# Over the Top (album, Cozy Powell)
Over The Top je sólové debutové studiové album britského bubeníka Cozy Powella. Album vyšlo v roce 1979 u Polydor Records a produkoval ho Martin Birch. Na albu se podílela celá řada známých hudebníků, mezi které patří například i Gary Moore (Thin Lizzy), Jack Bruce (Cream) nebo Clem Clempson (Colosseum).

## Seznam skladeb
| Pořadí | Název                              | Autor                     | Délka |
| ------ | ---------------------------------- | ------------------------- | ----- |
| 1.     | Theme One                          | Martin                    | 3:36  |
| 2.     | Killer                             | Airey                     | 7:16  |
| 3.     | Heidi Goes to Town                 | Airey, Powell             | 2:57  |
| 4.     | El Sid                             | Marsden                   | 5:09  |
| 5.     | Sweet Poison                       | Middleton                 | 8:24  |
| 6.     | The Loner (věnováno Jeffu Beckovi) | Middleton                 | 4:50  |
| 7.     | Over the Top                       | Airey, Powell, Čajkovskij | 8:39  |

## Sestava
- Cozy Powell – bicí
- Gary Moore – kytara (2)
- Clem Clempson – kytara (5, 6)
- Bernie Marsden – kytara (4)
- Jack Bruce – baskytara[1]
- Don Airey – klávesy (všechny skladby, mimo 6)
- Max Middleton – klávesy (6)